# Лазо (Дальнереченский городской округ)
В Приморье районный центр Лазовского района — село Лазо.
Лазо́ — село в Дальнереченском городском округе Приморского края.

## Этимология
Названо в честь Сергея Лазо (1894—1920), революционера, участника Гражданской войны на Дальнем Востоке.

## География
Село и станция Лазо находится в 6 км к югу от Дальнереченска. Село расположено при одноимённой станции Дальневосточной железной дороги.
От села до автотрассы «Уссури» (на восток) расстояние около 7 км.
На запад от села Лазо идёт дорога к селу Краснояровка, а на юг — к селу Кольцевое.

## История
До революции и Гражданской войны железнодорожная станция носила название Муравьёв-Амурский, в честь Николая Николаевича Муравьёва-Амурского (1809—188), генерал-губернатора Восточной Сибири.
В ходе Гражданской войны борцы за Советскую власть на Дальнем Востоке, большевики Сергей Лазо, Всеволод Сибирцев и Алексей Луцкий 5 апреля 1920 года были арестованы во Владивостоке японскими интервентами. Согласно советской исторической науке, в мае 1920 года Сергея Лазо, Всеволода Сибирцева и Алексея Луцкого японцы передали белогвардейцам на станции Муравьёв-Амурский. Белогвардейцы большевиков расстреляли, а их трупы сожгли в топке паровоза Ел−629.
Станция Муравьёв-Амурский была переименована в станцию Лазо 12 июля 1929 года.

## Население
| 2002 | 2010  | 2021  |
| ---- | ----- | ----- |
| 3319 | ↘2465 | ↘1685 |

## Известные уроженцы
- Луценко, Валерий Фёдорович (1940—2012) — советский и российский государственный и партийный деятель.
- Серых, Михаил Андреевич (1926—1989) — капитан дальнего плавания, Герой Социалистического Труда.
- Яровой, Юрий Евгеньевич (1932—1980) — советский писатель, журналист.
- Ярошенко, Виктор Исидорович (1909—1992) — советский работник радиопромышленности, Герой Социалистического Труда.